# Martín José de Artigas
Martín José de Artigas (Montevideo de la gobernación del Río de la Plata, Virreinato del Perú, e/ enero y agosto de 1733-ib., Provincia Cisplatina del Reino Unido de Portugal, Brasil y Algarve, ca. 1821) era un militar, hacendado y funcionario colonial que fuera designado como alguacil mayor de Montevideo en 1758, posteriormente en el cargo de alcalde de hermandad de la campiña montevideana en 1761 y luego en el mismo territorio como alcalde provincial en 1765, de 1774 a principios de 1788 y en 1792.
A partir de 1775 pasó a dedicarse también a ser estanciero y hacendado, para solo dedicarse a ello en diciembre de 1796, y de esta forma, donó toda su caballada para la defensa contra las Invasiones Inglesas de 1806 y 1807, y ya siendo octogenario luego de la Revolución de Mayo participó del Éxodo Oriental de 1811, el cual surgió como una protesta a la entrega de la Banda Oriental a los realistas.
Era hijo de Juan Antonio de Artigas Ordovás, y padre del general José Gervasio Artigas un patriota rioplatense y caudillo federal que representó a la Provincia Oriental. Además de ser tatarabuelo del uruguayo Dionisio Viera Lacarra-Artigas, un concejal del departamento de Soriano representando al Partido Nacional.

## Biografía hasta los cargos como funcionario colonial

### Origen familiar y primeros años
Martín José de Artigas Carrasco había nacido entre los meses de enero y agosto de 1733 en la nueva ciudad de Montevideo que con su territorio jurisdiccional formaba la alcaldía provincial homónima ubicada en la Banda Oriental, la cual era una dependencia directa de la gobernación del Río de la Plata que a su vez era una entidad autónoma del Virreinato del Perú.
Su padre era el capitán español, o hispano-aragonés, Juan Antonio de Artigas, que fue el primer poblador militar permanente montevideano y en donde pasó a ser un funcionario colonial, y la madre era Ignacia Xaviera de Carrasco y Melo Coutinho (Buenos Aires, mayo de 1701 - Montevideo, 14 de enero de 1773), ambos unidos en matrimonio desde el 25 de octubre de 1717 en la ciudad de Buenos Aires, que era la capital gubernamental.
Los abuelos maternos eran el capitán español, o hispano-andaluz, Salvador Carrasco (Málaga, ca. 1655 - Buenos Aires, 17 de junio de 1723) y la infanzona Leonor de Melo-Coutinho y Ribera (Buenos Aires, 6 de enero de 1666 - ib., 1755), quienes se habían unido en matrimonio en Buenos Aires el 3 de mayo de 1681.
Su abuela Leonor era una bisnieta del alcalde porteño Juan de Melo Coutiño, tataranieta del fidalgo real portugués Vasco Fernandes Coutinho "el Hijo", segundo capitán donatario del Espíritu Santo del Gobierno General del Brasil que a su vez formaba parte del Imperio portugués, y chozna de Vasco Fernandes Coutinho "el Viejo", primer capitán donatario capixava, y también del teniente de gobernador general cuzqueño Pedro Álvarez Holguín y de su concubina la princesa incaica Beatriz Túpac Yupanqui.

### Alguacil mayor y entrega de solar montevideano
La alcaldía provincial de Montevideo pasó a ser administrada desde el 14 de marzo de 1751 como una gobierno político-militar, que seguía subordinada a la rioplatense, por lo cual los alclaldes ordinarios, provincial y de hermandad pasarían al mando de dicho gobernante castrense.
En esta nuevas circunstancias, el joven Artigas era aceptado en la Venerable Orden Tercera de San Francisco el 9 de septiembre de 1753 y luego fue elegido por unanimidad el 1.º de enero de 1758 como alguacil mayor y defensor de menores de Montevideo, para asumir el día 6 del corriente.
En el reparto del 14 de abril del mismo año, le fue adjudicado a Artigas un solar de 25 varas de frente —o sea de 21,65 metros— en la zona sur de Montevideo.

## Alcalde de hermandad y provincial de Montevideo

### Electo en ambos cargos y adjudicación de una chacra

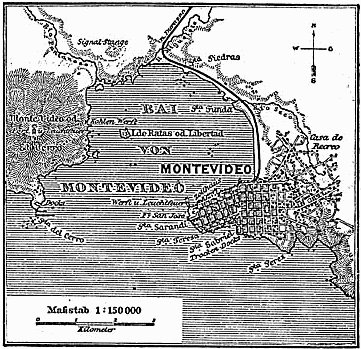
La ciudad de Montevideo en la bahía homónima (en 1888).

El 1.º de enero de 1761 Artigas fue elegido por unanimidad por el Cabildo montevideano como alcalde de hermandad —que era la jefatura de policía de campaña del entonces partido de Montevideo— cargo que asumió el día 6 del mismo mes, al igual que Manuel Durán que había sido elegido como alcalde provincial, y el 4 de octubre del mismo año el Cabildo de la ciudad le concedió una chacra lindera con el arroyo Carrasco.
Fue ascendido a teniente de la Compañía de Vecinos de Montevideo en el mismo año, junto a su suegro Felipe Pascual Aznar, en donde su padre Juan Antonio de Artigas era el capitán de la misma.
Otra vez por unanimidad fue elegido el 1 de enero de 1765, pero esta vez como alcalde provincial de Montevideo —el cual estaba limitado al oeste por la desembocadura del arroyo Cufré, al este por el cerro Pan de Azúcar y la línea de la Cuchilla Grande y por el norte las mismas sierras con las nacientes de los ríos San José y Santa Lucía— para asumir el día 6 de enero.

### Alférez real, alcalde provincial y la herencia paterna
Martín José Artigas fue elegido por mayoría de votos el 1 de enero de 1768 como alférez real del Cabildo montevideano, y como procurador fue elegido Juan Antonio de Haedo, que por ser forastero debería ser confirmado por la Real Audiencia de Charcas. Ambos, como los otros cargos de Justicia y Regimiento, tomaron posesión de sus cargos el 6 del corriente, luego de hacer el pertinente juramento.
El 11 de febrero de 1773, Juan José García le entregó una escritura de venta al entonces capitán Artigas de una casa con terreno en la ciudad de Montevideo, de unas 25 varas de frente y de unas 50 varas de fondo.
El 1.º de enero de 1774 fue elegido por mayoría nuevamente como alcalde provincial, jurando el puesto el día 6 ante el gobernador militar montevideano Joaquín del Pino y Rozas.
Fue reafirmado el 1.º de enero de 1775 en su puesto, y como tal presenció el 6 del corriente la asunción de su hermano José Antonio de Artigas como alcalde de hermandad, y de Luis Ximénez como alcalde de primer voto.

### Herencia paterna aragonesa y montevideana
A mediados del año 1775 heredó de su padre Juan Antonio de Artigas y Ordovás la estancia del arroyo Casupá, que había sido construida siete años atrás, también recibió la casona de dos pisos con balcones de fierro ubicada enfrente de la iglesia de San Sebastián, en la villa de La Puebla de Albortón, y además junto a sus hermanos recibió en herencia las tierras aragonesas con su viñas, olivares y molinos de trigo.

### Viaje a Santa Tecla, depositario general y alcalde provincial

El Virreinato del Río de la Plata en 1783 (establecido desde 1777, por haber sido creado por real cédula de 1776, luego de ser separado del Virreinato del Perú) mostrando, entre otras, en la región bonaerense de la Banda Oriental a la subordinada gobernación político-militar de Montevideo creada el 14 de marzo de 1751, con los límites de la primigenia alcaldía provincial homónima que había sido establecida el 1 de enero de 1730.
Al virreinato rioplatense se le adjudicó las islas luso-africanas Fernando Poo y Annobón desde 1778 hasta 1782, las reducciones chaqueñas del Bermejo (hasta 1793), la intendencia de Puno (hasta 1796), el corregimiento de Arica (hasta 1784), las Misiones Orientales (hasta 1801), el litoral del Pacífico (hasta 1803, en que volvió al virreinato peruano, y luego de la independencia argentina, desde 1813 a 1826, año que pasó a la República de Bolivia), el desierto y la Puna de Atacama (ambos hasta 1826), los Patagonia oriental (ocupado en forma efectiva solo en la costa atlántica desde 1779) y la comandancia de las Islas Malvinas.
La Capitanía General de Chile, era una dependencia autónoma del virreinato peruano, con ceca propia desde el año 1733 y que pasaría a ser una entidad política colonial separada del Perú desde el 15 de mayo de 1798.

El 27 de abril, Artigas se dirigió al fuerte de Santa Tecla que estaba a cargo del comandante Luis Ramírez para llevar carretas y materiales de construcción, suplantando al capitán de milicias Bartolomé Pérez, y otra vez el 10 de mayo, pero para llevar municiones, armas y víveres.
Pero de nada sirvió, ya que las fuerzas portuguesas con unos 1.500 hombres al mando del sargento mayor Rafael Pinto Bandeira, lograron rendir a los 200 hispanos del fuerte el 23 de marzo de 1776, que al día siguiente fuera incendiado, y el 1.º de abril, también regresó al poder portugués la localidad de Río Grande y su fuerte que habían sido adquiridas por la Corona española en la primera expedición de Cevallos.
Ambos atropellos hicieron decidir a la Corona española enviar una segunda expedición al mando de Pedro de Cevallos, que luego de tomar Colonia del Sacramento, se dirigió hacia el norte, pero a mitad de camino se enteró de la paz convenida entre españoles y portugueses, que firmaron el tratado de San Ildefonso el 1.º de octubre de 1777. Por fin Cevallos llegó a Buenos Aires el 12 de octubre del citado año con título de primer virrey del Río de la Plata, por lo cual quedaba definitivamente escindido dicho territorio del Virreinato del Perú.
Junto a su padre Juan Antonio de Artigas y los vecinos de la localidad de Pando, hicieron una petición al obispado de Bueno Aires el 19 de febrero de 1784 para que se les permitiera construir una nueva capilla en el lugar, pero al haber dejado el puesto fray Sebastián Malvar y Pinto a principios de mes y el mismo pasar a estar gobernado por el arcediano José Miguel de Riglos —quien a su vez estuviera muy influenciado por el canónigo Juan Baltasar Maciel— en la espera de la elección del nuevo obispo, contestó positivamente a dicha petición el día 24 del corriente. Finalmente fue asignado por Carlos III de España como obispo bonaerense a Manuel Azamor y Ramírez el 20 de diciembre del mismo año (y sería confirmado por el papa Pío VI el 27 de junio de 1785).
Mientras tanto, el 8 de junio de 1784 el virrey-marqués Nicolás del Campo incorporó a la jurisdicción montevideana el puerto de Maldonado, la fortaleza de Santa Teresa y el fuerte de Santa Tecla, y el 4 de septiembre de 1788, lo amplió hasta los ríos Negro, Uruguay y de la Plata, por lo cual quedaban incluidas también en su jurisdicción la Colonia del Sacramento, Real de San Carlos, Rosario del Colla, Las Víboras, Las Vacas, Santo Domingo de Soriano y Pueblo Nuevo de San Carlos, entre otros.
El cargo de alcalde provincial lo mantuvo por mayoría de votos realizado cada año hasta el 6 de enero de 1788, fecha en que asumió también en el Cabildo de Montevideo pero esta vez como depositario general del mismo, en el que había sido elegido el pasado 1.º de enero.
En el año 1790 el entonces virrey rioplatense Nicolás Antonio de Arredondo retornó los límites del subordinado gobierno militar y político de Montevideo a los originales de 1730 de la alcaldía provincial homónima. En aquel último puesto fue reelecto tres veces más hasta cambiarlo por otro de cabildante a principios de 1792.

### Nuevamente alcalde provincial, alférez real y retiro
De la misma forma fue nuevamente designado en el cargo de alcalde provincial el 6 de enero de 1792, luego otra vez como regidor decano alférez real el 6 de enero de 1796, fecha que le tomó juramento el gobernador militar montevideano Antonio Olaguer Feliú.
El 9 de noviembre de este último año y luego de cuarenta y cuatro años de servicio, pasó a retiro con goce de fuero militar, y en el puesto de depositario general del cabildo lo sucedió Francisco Zufriategui.

### Contribución en la defensa contra las Invasiones Inglesas
Durante las Invasiones Inglesas de 1806 y 1807, Artigas puso la totalidad de la caballada de sus estancias a disposición de Bernardo Suárez, el encargado de la caballería de la Corona española y de particulares, por todo el tiempo necesario y sin obligación de devolución, y así lo dejó asentado Suárez en el informe del 28 de enero de 1808 presentado al Cabildo de Montevideo, sobre los servicios prestados por el vecindario.

## Participación del éxodo del pueblo oriental y la invasión luso-brasileña

### Revolución de Mayo y primeros gobiernos patrios

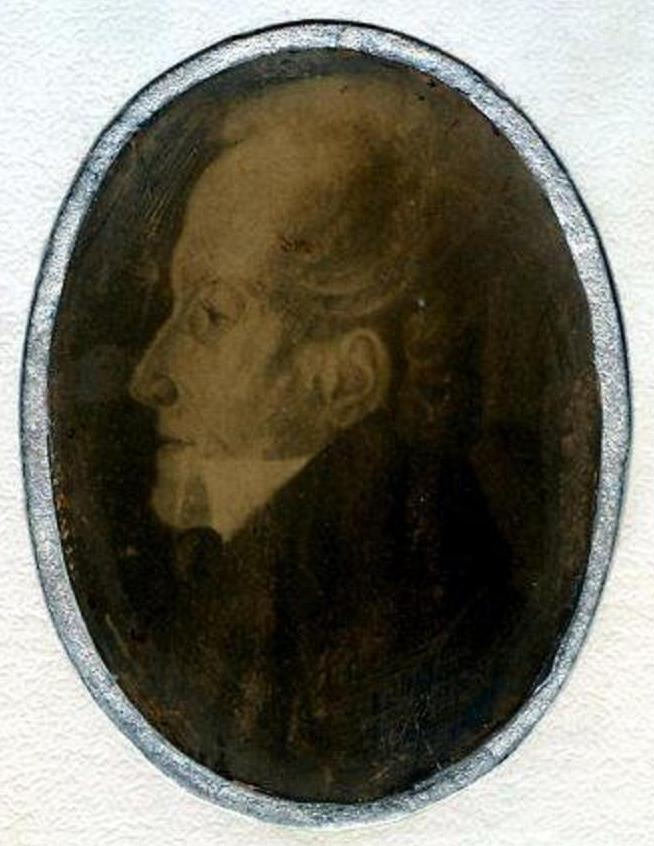
Miguel Mariano de Villegas, síndico-procurador general del Cabildo de Buenos Aires y asesor privado de gobierno rioplatense.

La Banda Oriental, la Mesopotamia argentina, las Misiones Orientales y la intendencia del Paraguay en el Virreinato del Río de la Plata, además de los territorios portugueses de Río Grande del Sur en el Principado-Virreinato del Brasil.

Luego de la revolución del 25 de mayo de 1810 en Buenos Aires, la incipiente Primera Junta de las Provincias Unidas del Río de la Plata nombró a Miguel Mariano de Villegas como síndico-procurador general del Cabildo de Buenos Aires el 17 de octubre del mismo año.
Además designó en forma privada al doctor Villegas como asesor de gobierno de la nueva nación el 28 de noviembre, continuando su gestión el 18 de diciembre, luego de la conformación de la descentralizada Junta Grande que gobernó hasta el 22 de septiembre del siguiente año.
Al llegar Francisco Javier de Elío a la ciudad de Montevideo con título de virrey asignado por el Consejo de Regencia, la declaró capital del remanente Virreinato del Río de la Plata el 19 de enero de 1811, pero solo asumiendo el gobierno en la Banda Oriental, por declarar al resto como rebelde y revolucionario.
Luego de dicho nombramiento el doctor Miguel de Villegas como síndico firmó el 22 de enero del citado año la nota del cabildo en que formalmente se rehusaba a reconocerle como virrey, lo que trajo como consecuencia que el incipiente gobernante De Elío terminara declarando la guerra el 12 de febrero, para lo cual tuvo que tomar una serie de medidas fiscales impopulares para reunir recursos para poder solventar el uso de la fuerza.

### El Grito de Asencio y la revolución del pueblo oriental

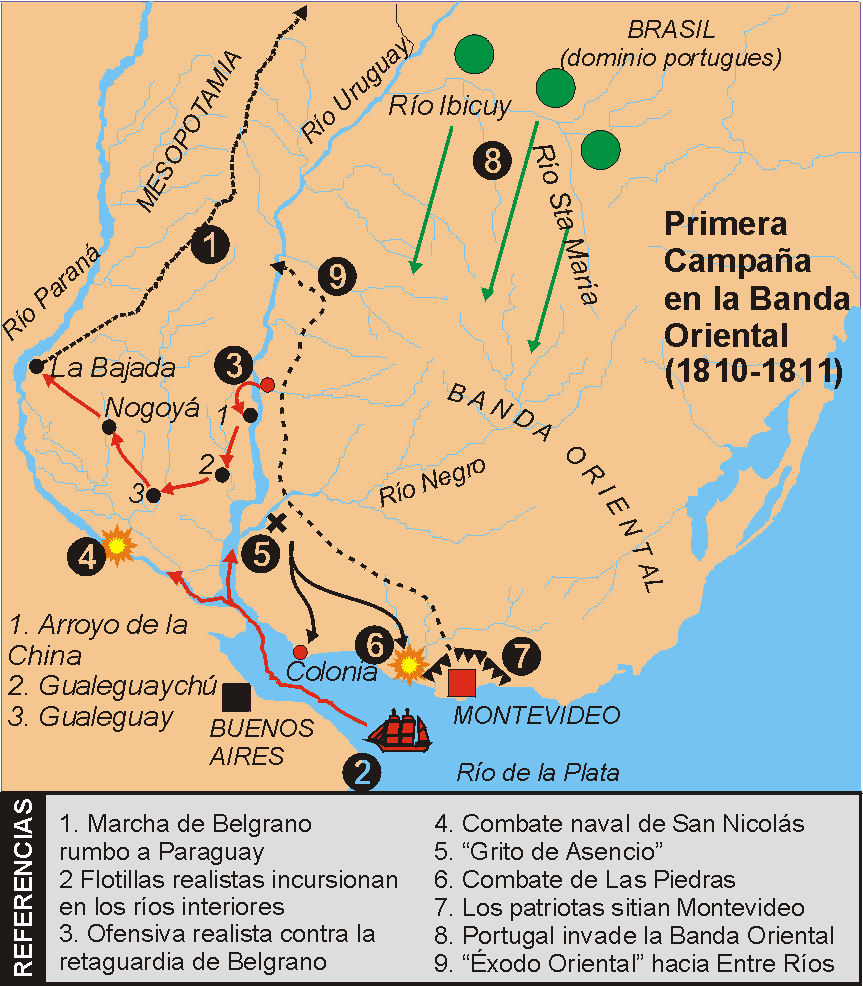
Acontecimientos luego de la Revolución de Mayo de 1810 hasta el «Éxodo Oriental» de 1811.

Las medidas fiscales impuestas por el virrey De Elío perjudicaron a las haciendas de Martín José de Artigas, así como a otros hacendados, navieros mercantes, comerciantes y rurales que estaban decayendo por esta situación crítica y por el control español al impedir el comercio con los barcos británicos, a lo que se sumaron unos empréstitos forzosos, y en consecuencia, algunos jefes militares al servicio del gobierno español se iban pasando de bando.
Y así ocurrió cuando su hijo tercero José Gervasio de Artigas desertaba del Cuerpo de Blandengues en Colonia del Sacramento el 15 de febrero y se trasladaba a Buenos Aires para ofrecer sus servicios militares al gobierno revolucionario, que le dio el grado de teniente coronel.
Al mismo tiempo, el pueblo oriental ya estaba exacerbado y difícil de contener, por lo cual el entonces estanciero riograndense Pedro José Viera —que luego de desertar de las milicias portuguesas se arraigó en la Banda Oriental y fue uno de los héroes de la liberación de Buenos Aires contra la ocupación británica de 1806, junto a Martín Lacarra y al mando de Santiago de Liniers— comenzó a organizarlos hasta que el 24 de febrero llegó la carta enviada por el entonces teniente coronel Artigas que confirmaba la declaración de guerra al titulado virrey Elío.
Viera y sus hombres que estaban ocultos en un bosque limitado por los dos brazos de los arroyos Ascencio Grande y Chico, afluentes meridionales del río Negro y entre las localidades de Soriano y Mercedes, lograron reunir unos trescientos soldados el 27 de febrero de 1811 que se pronunciaron enérgicamente por la libertad y por lo cual fue conocido como «Grito de Asencio». Al día siguiente lograron rendir la villa de Mercedes y en donde se proveyeron de armamento y arriaron la bandera española. De esta manera la población rural de la Banda Oriental comandada por Pedro Viera junto a Venancio Benavides tomaron el mismo día la villa de Santo Domingo Soriano.

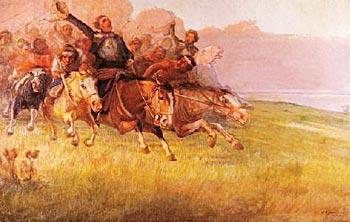
Pedro José Viera y Venancio Benavides en el «Grito de Asencio».

Solicitaron auxilios a la Junta de Buenos Aires que mandó al entonces teniente coronel Artigas, a quien Viera entregó su obra sumándose a la revolución, y por lo cual el 11 de abril Artigas hijo emitió la «Proclama de Mercedes», asumiendo el mando en la Banda Oriental. Los revolucionarios comandados por Benavides capturaron luego las poblaciones de El Colla el 20 de abril y San José el 25 de abril.
Su cuarto hijo Manuel Francisco Artigas avanzó sobre las poblaciones del este y el 24 de abril del citado año tomó la villa de Minas, el 28 de abril entró en San Carlos y al día siguiente se rindió Maldonado. Posteriormente un destacamento avanzó hacia la fortaleza de Santa Teresa y las fuerzas unidas de Manuel Francisco Artigas y de Venancio Benavides tomaron Porongos y ocuparon San José el 25 de abril.
Por lo cual su tercer hijo José Gervasio y Pedro Viera dirigieron sus tropas hacia Montevideo y fue adonde vencieron el 18 de mayo a los realistas en la batalla de las Piedras, y pocos días después, se dirigieron a la ciudad amurallada iniciando el primer Sitio de Montevideo, que se transformaría en el último reducto del Imperio español en la Banda Oriental, ya que Benavides el 26 de mayo sitiaba Colonia del Sacramento para terminar por ocuparla el 2 de junio, pero finalmente se decidió levantar el sitio de la ciudad de Montevideo el 12 de octubre.

### Devolución de la Banda Oriental a los realistas por el Triunvirato

El desaparecido gobierno de Misiones y su remanente tenencia de gobierno de Yapeyú, con sus partidos, y cuya capital fuera Santo Tomé —adjudicada al coronel José G. Artigas— subordinada a la intendencia de Buenos Aires. Las Misiones Occidentales habían sido repartidas entre esta última y la intendencia del Paraguay, las cuales formaban una misma nación confederada.

El 20 del corriente, ante la inminente invasión desde el norte de la Banda Oriental por parte de las tropas portuguesas, el Primer Triunvirato, formado por Manuel de Sarratea, Feliciano Chiclana y Juan José Paso, envió a este último junto a Gregorio Funes y José Julián Pérez como representantes de Buenos Aires para que firmaran un armisticio con los realistas de Montevideo.
Su tercer hijo, el entonces coronel José Gervasio de Artigas, fue nombrado como teniente de gobernador, justicia mayor y capitán del departamento de Yapeyú y sus partidos, asignándole como capital a Santo Tomé, del desaparecido gobierno de Misiones que se lo habían repartido a modo de protectorado provisional entre el gobierno de Buenos Aires y el de Paraguay, que en ese entonces habían conformado una misma nación confederada.
En consecuencia se ordenó al tercer hijo de Artigas y a sus tropas a trasladarse hacia la Mesopotamia argentina, en donde llegó recién la noticia el día 23 de octubre, cuando se encontraban en el paso de la Arena, al este de río Santa Lucía, de que el gobierno de Buenos Aires y los realistas habían firmado la paz, por lo cual el territorio de la Banda Oriental retornaba a la jurisdicción española.

### Abandono oriental en rebeldía por la entrega del territorio

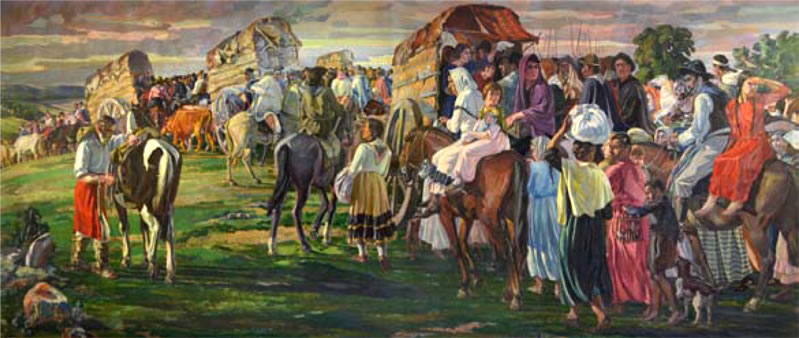
Representación del Éxodo del Pueblo Oriental.

En rebeldía por la decisión del Primer Triunvirato, el estanciero Martín José Artigas con sus dos hijas partieron de su provincia uniéndose al famoso «Éxodo Oriental», en donde también figuraba el entonces capitán Pedro José Viera con sus dos carruajes en donde llevaba a la esposa Juana Chacón y su bebé Celedonio Viera.
También figuraron en el éxodo la española Ramona Justina de la Torre Ábalos —la madre del general Juan Antonio Lavalleja— y el rico estanciero Pablo Hilarión Perafán de la Rivera Bravo y su esposa Andrea Toscano —padres de Fructuoso Rivera— entre los más de 4.440 civiles con sus 846 carretas y unos 6.000 hombres del ejército, siendo probable que el número total superara las diez mil personas.

### Invasión luso-brasileña con apoyo unitario
Los portugueses desde el Principado-Virreinato del Brasil venían anexando territorios rioplatenses virreinales —en 1801 las Misiones Orientales, el ya citado fuerte de Santa Tecla y San Gabriel de Batoví— y también como Reino del Brasil había ocupado territorios septentrionales de la Banda Oriental —en 1811 la localidad de Melo, el fuerte de San Miguel y la zona norte de la cuchilla de Santa Ana— por lo cual, ya como reino unido luso-brasileño había decidido anexarse por fin la Provincia Oriental.
Con el apoyo de varios unitarios de Buenos Aires que querían hacer desaparecer de la escena política al tercer hijo de Martín José de Artigas, el caudillo federal José Gervasio, la operación de conquista comenzó el 28 de agosto de 1816, cuando el ejército del general Carlos Federico Lecor invadía la fortaleza de Santa Teresa, ubicada en la costa atlántica de dicha provincia rioplatense, y otras fuerzas se acantonaron por el norte del río Cuareim, quedando atrás la frontera del río Ibicuí.
En este último año el hacendado Martín José de Artigas de 82 años de edad se encontraba en una difícil situación económica, mientras las tropas del citado general Lecor comenzaban la invasión de sus tierras provinciales, por lo que pidió ayuda a su hijo José Gervasio, el cual en conmovedora nota se dirigió al Cabildo montevideano pidiendo quinientas reses para su anciano padre.
El 4 de enero de 1817 el general Lecor ocupó la ciudad de Maldonado y tomó contacto con la escuadra portuguesa del João Manuel de Menezes, conde de Viana, acordando la toma de Montevideo, y establecieron así su cuartel general de operaciones en cerro Pan de Azúcar, y además pudo controlar en el mes de septiembre las costas y el territorio oriental al sur del río Negro, y también al mismo tiempo, otras tropas luso-brasileñas iban dominando el norte de dicha provincia rioplatense hasta el río Arapey.
En el año 1819 los luso-brasileños ya ocupaban todo el territorio meridional del río Negro, al igual que la orilla oriental del río Uruguay, solo quedaba por dominar la cuenca del Tacuarembó y el territorio residual artiguista charrúa del centro del país que sería anexado en 1820.

### Fallecimiento
El hacendado Martín José de Artigas Carrasco fallecería hacia 1821 en la ciudad de Montevideo, capital de la entonces Provincia Cisplatina del Reino Unido de Portugal, Brasil y Algarve que formaba parte del Imperio portugués, poco antes de cumplir los 90 años de edad.

## Matrimonio y descendencia
Martín José de Artigas se unió en matrimonio el 23 de mayo de 1757 con Francisca Antonia Arnal (Montevideo, 18 de febrero de 1743 - estancia del Sauce, 20 de agosto de 1803), una miembro de la Venerable Orden Tercera de San Francisco desde 1768, año en que ella modificó el apellido paterno, e hija única legítima del estanciero Felipe Pasqual Asnar (Illueca de Zaragoza, ca. 1713 - Montevideo, después de 1773), también miembro de la V.O.T desde 1756, y de su esposa María Rodríguez Camejo (La Laguna de Tenerife, islas Canarias, 1700 - Montevideo, 15 de febrero de 1772). Fueron padres de por lo menos seis hijos:
- Martina Antonia de Artigas[31][32] (n. Montevideo,[31] e/ agosto y 7 de noviembre de 1758).[31]
- José Nicolás de Artigas[31] (17 de septiembre de 1761[31]-ib., 1835) quien tuvo una hija llamada Eustaquia Artigas, la cual se enlazaría con Juan Gadea.
- José Gervasio de Artigas[2][30][31] (Montevideo, 19 de junio de 1764-Quinta Ybyray de Asunción del Paraguay, 23 de septiembre de 1850) general patriota rioplatense y caudillo federal, que a su vez era bisabuelo del concejal nacional sorianense Dionisio Viera Lacarra-Artigas[35][36] (n. Mercedes de Soriano, 1855), el cual también fuera nieto del coronel Pedro José Viera y bisnieto del coronel Martín Lacarra, gobernador militar de Patagones de 1823 a 1827.
- Manuel Francisco Artigas[31] (Montevideo, 21 de julio[31] de 1769[31]-ib., 12 de mayo de 1822) que fuera bautizado el 24 de julio del año de nacimiento.
- Pedro Ángel de Artigas[31] (n. ib., 1.º de julio[31] de 1771).[31]
- Cornelio Cipriano de Artigas[31] (n. ib., 18 de septiembre[31] de 1773).[31]